# Humberto Gargiulo
Humberto Gargiulo (São Paulo, 1918 - Rio de Janeiro, 2001) é um jornalista brasileiro, fundador da TV Tupi.

## Biografia
Nasceu em São Paulo em 1918, filho de imigrantes italianos. Aprendeu a falar português com 7 anos na escola. Começou a trabalhar nos Diários Associados em 1925, aos 16 anos de idade, como ajudante simples. Dois anos depois já fazia textos jornalísticos e trabalhava com diagramação. 
Em 1953 já era um dos diretores dos Diários Associados, já Fundação Assis Chateaubriand. 
Em 1960, fundou a SEARA (Serviços Associados das Rádios). 
Foi presidente de vários jornais do grupo incluindo o Jornal do Comércio do Rio de Janeiro.
Formou-se em jornalismo pela Faculdade de Comunicação Social Cásper Líbero em 1954, e porteriormente se formou em direito pela Faculdade do Largo de São Francisco em 1960. Se engajou no movimento contra propaganda enganosa posteriormente. 
Foi catedrático em direito civil por 8 anos na Faculdade de Direito da Universidade do Rio de Janeiro. 
Deu aula na Escola Superior de Guerra no Rio de Janeiro por 15 anos.
No ano de 1981, houve dificuldades em alguns setores do grupo, incluindo a TV Tupi, da qual era fundador.  Humberto Gargiulo negociou com Léo Abravanel, irmão de Silvio Santos, o qual formou o SBT. Nesta ocasião, vários comunheiros sairam do grupo mas Humberto Gargiulo optou em ficar e desenvolver o que restou : alguns jornais e rádios em estados diversos. 
Trabalhou nos Diários e Emissoras Associados por 67 anos consecutivos passando por todos os setores sempre em cargo de superintendencia.
Foi consultado por Fernando Morais autor do livro, Chatô - O Rei do Brasil, para fornecer alguns dados sobre Assis Chateaubriand.
Morreu no Rio de Janeiro em 2001, ainda como superintendente geral dos Diários Associados.
Camila Lanhoso Martins, sua neta, continuou na área de jornalistica foi estimulada pelo avô.
Seu neto, Beto Garja, é músico, vencedor do programa 'Astros' do SBT, e autor de várias canções.